# Federação Nacional dos Bancos
A Federação Nacional dos Bancos (FENABAN) é uma entidade brasileira paralela à FEBRABAN, formada por representantes dos sindicatos do setor bancário. Seu objetivo primário é contribuir para a melhoria das relações entre banqueiros e bancários e representar os sindicatos patronais nas negociações de acordos coletivos de âmbito nacional.

## Origem e estrutura
A FENABAN foi fundada em 1966 e integrada à FEBRABAN em 1983. É composta por sete sindicatos bancários:
- Bahia (inclui Sergipe)
- Ceará (engloba Maranhão e Piauí)
- Minas Gerais (engloba Goiás, Distrito Federal e Tocantins)
- Pernambuco (engloba Alagoas, Paraíba e Rio Grande do Norte)
- Rio de Janeiro (inclui Espírito Santo)
- São Paulo (engloba Paraná, Mato Grosso, Mato Grosso do Sul, Acre, Amazonas, Pará, Amapá, Rondônia e Roraima)
- Rio Grande do Sul (inclui Santa Catarina)

O Conselho de Representantes da FENABAN é formado por membros ativos das diretorias destes sindicatos.
A FENABAN tem por função orientar e representar seus associados em quaisquer questões trabalhistas.